# محاصره هرات (۸۵۲ قمری)
برای دیگر کاربردها محاصره هرات (ابهام زدایی) را ببینید.
محاصرهٔ هرات در سال ۸۵۲ قمری نبردی بود میان تیموریان سمرقند و نیروهای وفادار به علاالدوله میرزا در هرات در سال ۸۵۲ قمری (۱۴۴۸ میلادی) رخ داد.
الغ‌بیگ به همراه پسرش عبداللطیف میرزا در بهار سال ۱۴۴۸ که برابر با آغاز سال ۸۵۲ قمری بود به سمت هرات لشکر کشید تا خراسان را از برادرزادهٔ خود علاالدوله میرزا که پس از شکست در جنگ ترناب به قوچان گریخته بود، بگیرند.
آن‌ها به آسانی شهر هرات را به جز دژ اختیارالدین و دژ نرتو که هر دو ایستادگی سختی داشتند، به دست گرفتند.
در این مرحله تنها نیروهای پیشرو به هرات رسیده بودند که آن‌ها هم توانایی گرفتن ارگ یا دژ نرتو را نداشتند.
کمانداران تاجیک باخرز ایستادگی سختی کرده و بسیاری از یورش‌های تیموریان سمرقند را در هم شکستند.
سرانجام الغ‌بیگ ۱۷ روز پس از آغاز محاصره (به دژ) رسید. رسیدنی که همهٔ ایستادگی‌ها خیلی زود در برابر او فرو ریخت.
عبداللطیف میرزا توانست دژ اختیارالدین را که در آن زندانی بود (به دلیل خرابکاری در نیشاپور) به تصرف خود درآورد و اکنون در اینجا موفق شد ۴٬۰۰۰ تومان ایران سکه بگیرد.
الغ‌بیگ به همراه پسرش عبداللطیف میرزا پیروزی خود را با تصرف مشهد دنبال کردند.
الغ بیگ توانایی پیگرد برادرزاده خود علاالدوله میرزا را نداشت و بجایش تصمیم گرفت به هرات بازگردد و پسرش عبداللطیف میرزا را به عنوان گماشته در مشهد بگذارد.

## بن‌مایه
- همکاری‌کنندگان ویکی‌پدیا، «Siege of Herat (1448)»، ویکی‌پدیای انگلیسی، دانشنامهٔ آزاد (بازیابی ۱۹ بهمن ۱۳۹۹)

1. ↑  Jackson, Peter; Lockhart, Lawrence (1986). The Cambridge History of Iran. Vol. VI. Cambridge University Press. p. 107. ISBN 978-0-521-20094-3.